# Tibetisches Gau
Tibetische Gaus (Singular: das/der Tibetische Gau; tib.: ga'u) sind meist aus Metall gefertigte, kleine Altarschreine, tragbare Reliquienbehälter oder kleine dosenähnliche Objekte für Reliquien oder Amulette, welche an einer Kette am Hals oder mithilfe einer Spange am Haar befestigt werden.

## Inhalt der Gaus

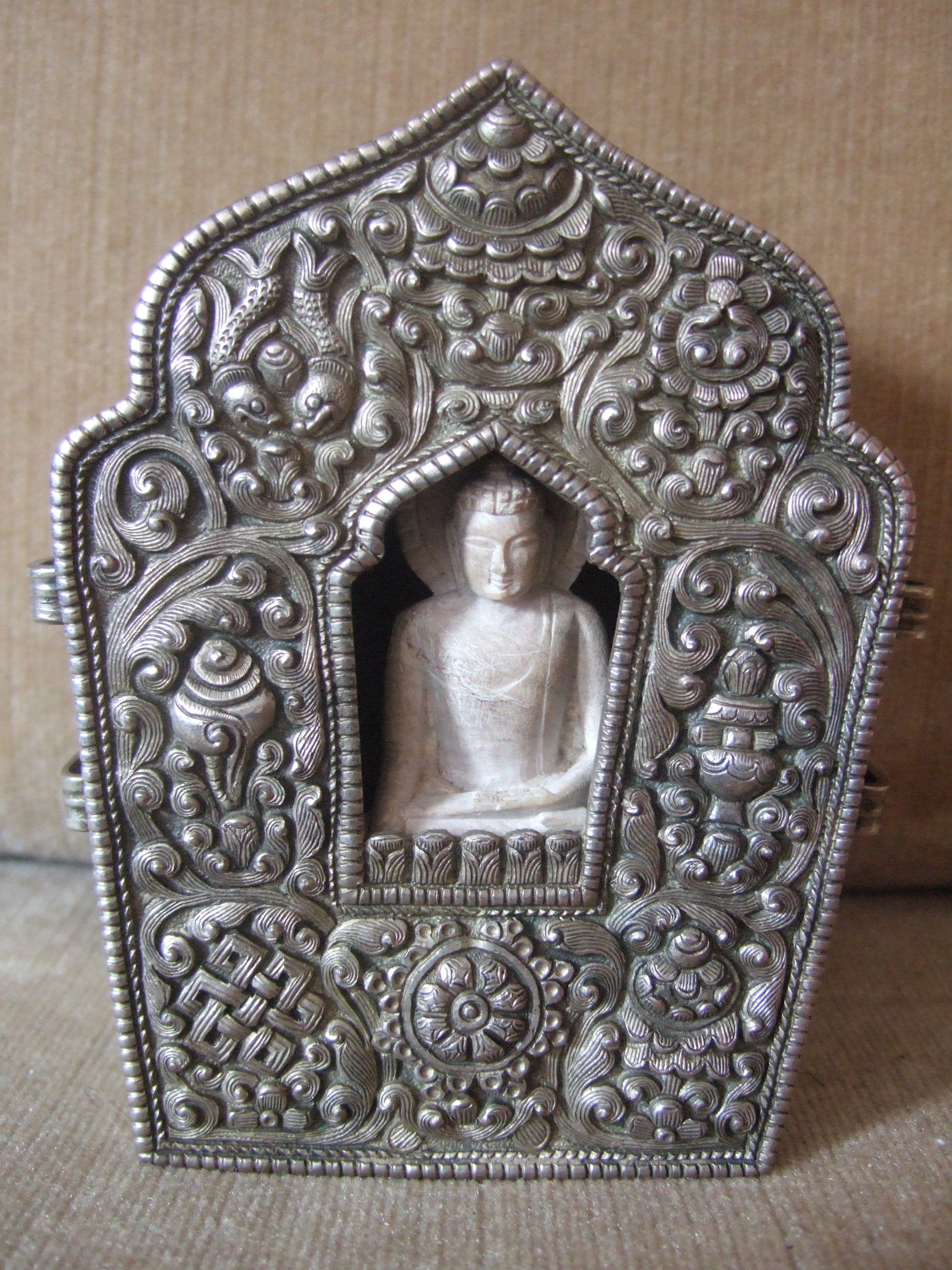
Tragbares Gau mit „Fenster“. Treibarbeit in Silber. Die acht buddhistischen Glückssymbole (Ashtamangala; tib. bkra shis rtag brgyad) sind dargestellt. Die kleine Statue im Inneren ist aus Stein und stammt aus Nordindien.

Gaus können eine kleine Statue einer tibetischen Gottheit oder eines Buddhas enthalten oder ähnliche Darstellungen als Miniaturgemälde, die „tsakli“ heißen. Die kleinen Statuen können aus Metall, Holz oder Stein gefertigt sein oder es kann sich um mithilfe von Modeln aus Ton hergestellte Statuetten handeln, welche im Tibetischen
Tsa-Tsa genannt werden. Letztere können durch hohe Lamas geweiht sein oder dem Ton wurde die Asche eines verstorbenen Lamas beigemengt. Zusätzlich zu diesen religiösen Objekten können in Gaus auch Reliquien wie Knochenteile, Haare, Fragmente von Gewändern von verstorbenen religiösen Lehrern, religiöse Texte oder Heilkräuter aufbewahrt werden. Auch thokcha (tib.: thog lcags) genannte Metall-Amulette können zum Inhalt von Gaus gehören.

## Formen der Gaus
Gaus bestehen normalerweise aus zwei Teilen und lassen sich nach Art einer Dose zusammensetzen. Die Schauseite ist meist aus getriebenem Kupfer, Silber- oder Goldblech gearbeitet und kann zusätzlich mit Schmucksteinen wie Korallen und Türkisen oder mit Perlen verziert werden. Sie trägt meist Darstellungen von Buddhas, Gottheiten oder buddhistischen Glückssymbolen und weist bei größeren Gaus in der Mitte eine fensterartige Aussparung auf. Die rückwärtige Seite ist meist aus Kupfer gearbeitet und kann Gravierungen aufweisen, welche Inschriften oder religiöse Symbole darstellen. Größere Gaus sind rechteckig und sind im oberen Teil meist bogenförmig überhöht, während kleinere Gaus, die wie ein Schmuckstück an einer Kette getragen oder mit einer Spange im Haar befestigt werden, quadratisch, mehreckig oder rund sind.

## Gebrauch von Gaus
Größere, nicht tragbare Gaus, finden auf dem Hausaltar Platz. Tragbare Gaus werden mit einem Stoff- oder Ledergurt über der Schulter getragen, sodass sie seitlich oder hinten am Körper hängen. Diese Art des Tragens von Gaus ist vor allem auf Pilgerreisen üblich. Auch Nomaden besitzen meist einen tragbaren Gau, der auch auf dem Zeltaltar Platz finden kann. Kleine Gaus können ständig am Hals oder im Haar getragen werden; sind sie aus wertvollen Materialien gefertigt, werden sie zu Festtagen angelegt.

## Verbreitungsgebiet
Außer in Tibet werden Gaus auch in angrenzenden Gebieten, in welchen tibetische Kultur vorherrschend ist, gebraucht: in Bhutan, Ladakh, Nordnepal, Lahaul und Spiti. In Ladakh werden kleine Gaus auch auf die „Perak“ genannten Damenhauben aufgenäht, zusammen mit Türkisen und anderen Schmucksteinen.